# Jon Rønningen
Jon Rønningen (né le 28 novembre 1962 à Oslo) est un lutteur norvégien spécialiste de la lutte gréco-romaine, licencié au Kolbotn IL. Il participe aux Jeux olympiques d'été de 1984 puis aux Jeux olympiques d'été de 1988 et 1992, remporte la médaille d'or dans la catégorie des poids légers. Il a aussi été champion du monde en 1985. Son frère Lars a également pratiqué avec succès la lutte au niveau international.

## Palmarès

### Jeux olympiques
- Jeux olympiques de 1988 à Séoul,  Corée du Sud
  -  Médaille d'or en catégorie poids légers.
- Jeux olympiques de 1992 à Barcelone,  Espagne
  -  Médaille d'or en catégorie poids légers.

### Championnats du monde
- Championnats du monde 1985 à Kolbotn,  Norvège
  -  Médaille d'or en catégorie poids légers.
- Championnats du monde 1986 à Budapest,  Hongrie
  -  Médaille d'argent en catégorie poids légers.
- Championnats du monde 1991 à Varna,  Bulgarie
  -  Médaille de bronze en catégorie poids légers.

### Championnats d'Europe
- Championnats d'Europe 1990 à Poznań,  Pologne
  -  Médaille d'or en catégorie poids légers.
- Championnats d'Europe 1988 à Kolbotn,  Norvège
  -  Médaille d'argent en catégorie poids légers.
- Championnats d'Europe 1986 à Piraeus,  Grèce
  -  Médaille de bronze en catégorie poids légers.

## Distinction
Il est désigné sportif norvégien de l'année 1988.